# Илустрована политика
«Илустрована политика» — еженедельный сербский журнал, выходящий с 11 ноября 1958 года. Издаётся на сербском языке в Белграде, в настоящее время — медиакомпанией «Политика АД». Позиционирует себя как журнал для семейного чтения. Главный редактор по состоянию на 2016 год — Александр Гайович (серб. Александар Гајовић). Тираж — 20 тысяч экземпляров, в журнале 84 страницы.
В числе постоянных рубрик журнала: «Новости», «Фотография недели», «Наши интервью», «Путешествия», «Спорт», «Телевидение», «Мой дом», «Автомобиль», «Медицина и здоровье» и др. Журнал продаётся в Сербии, Черногории, Боснии и Герцеговине, Македонии, Хорватии, Словении, а также в США и Канаде.